# سباق الجائزة الكبرى للدراجات النارية موسم 1996
سباق الجائزة الكبرى للدراجات النارية موسم 1996 كان النسخة الـ 48 من بطولة العالم التي نظمها الاتحاد الدولي للدراجات النارية. تكون الموسم من 15 سباقا بدأ بجائزة ماليزيا الكبرى للدراجات النارية في 31 مارس وانتهى بجائزة أستراليا الكبرى للدراجات النارية في 20 أكتوبر. كان ميك دوهان بطل الموسم لفئة 500 سي سي.

## النتائج
| الجولة | التاريخ   | الجائزة الكبرى                              | الحلبة                    | الفائز بفئة 125 | الفائز بفئة 250 | الفائز بفئة 500 | التقرير |
| ------ | --------- | ------------------------------------------- | ------------------------- | --------------- | --------------- | --------------- | ------- |
| 1      | 31 مارس   | جائزة ماليزيا الكبرى للدراجات النارية       | شاه عالم                  | ستيفانو بروجيني | ماكس بياجي      | لوكا كادالورا   | التقرير |
| 2      | 7 أبريل   | جائزة إندونيسيا الكبرى للدراجات النارية     | حلبة سنتول الدولية        | ماساكي توكودومي | تيتسويا هارادا  | ميك دوهان       | التقرير |
| 3      | 21 أبريل  | جائزة اليابان الكبرى للدراجات النارية       | حلبة سوزوكا               | ماساكي توكودومي | ماكس بياجي      | نوريفومي أبي    | التقرير |
| 4      | 12 مايو   | جائزة إسبانيا الكبرى للدراجات النارية       | حلبة خيريز                | هاروتشيكا أوكي  | ماكس بياجي      | ميك دوهان       | التقرير |
| 5      | 26 مايو   | جائزة إيطاليا الكبرى للدراجات النارية       | حلبة موجيلو               | بيتر أوتل       | ماكس بياجي      | ميك دوهان       | التقرير |
| 6      | 6 يونيو   | جائزة فرنسا الكبرى للدراجات النارية         | حلبة بول ريكارد           | ستيفانو بروجيني | ماكس بياجي      | ميك دوهان       | التقرير |
| 7      | 29 يونيو  | كأس هولندا السياحية                         | حلبة أسن تي تي            | إميليو ألزامورا | رالف والدمان    | ميك دوهان       | التقرير |
| 8      | 7 يوليو   | جائزة ألمانيا الكبرى للدراجات النارية       | حلبة نوربورغرينغ          | ماساكي توكودومي | رالف والدمان    | لوكا كادالورا   | التقرير |
| 9      | 21 يوليو  | جائزة بريطانيا الكبرى للدراجات النارية      | دونينجتون بارك            | ستيفانو بروجيني | ماكس بياجي      | ميك دوهان       | التقرير |
| 10     | 4 أغسطس   | جائزة النمسا الكبرى                         | ريد بول رينغ              | إيفان غوي       | رالف والدمان    | أليكس كريفيل    | التقرير |
| 11     | 18 أغسطس  | جائزة التشيك الكبرى للدراجات النارية        | حلبة برنو                 | فالنتينو روسي   | ماكس بياجي      | أليكس كريفيل    | التقرير |
| 12     | 1 سبتمبر  | جائزة إيمولا الكبرى للدراجات النارية        | حلبة إنزو دينو فيراري     | ماساكي توكودومي | رالف والدمان    | ميك دوهان       | التقرير |
| 13     | 15 سبتمبر | جائزة كتالونيا الكبرى للدراجات النارية      | حلبة دي كاتلونيا          | تومومي مانكو    | ماكس بياجي      | كارلوس تشيكا    | التقرير |
| 14     | 6 أكتوبر  | جائزة ريو دي جانيرو الكبرى للدراجات النارية | حلبة نيلسون بيكيه الدولية | هاروتشيكا أوكي  | أوليفييه جاك    | ميك دوهان       | التقرير |
| 15     | 20 أكتوبر | جائزة أستراليا الكبرى للدراجات النارية      | سيدني موتورسبورت بارك     | غاري ماكوي      | ماكس بياجي      | لوريس كابيروسي  | التقرير |